# Verwaltungsgemeinschaft Zschornewitz-Möhlau
Die Verwaltungsgemeinschaft Zschornewitz-Möhlau lag im sachsen-anhaltischen Landkreis Wittenberg. Sie umfasste die Gemeinden Zschornewitz und Möhlau. Bei der Auflösung der Verwaltungsgemeinschaft wurde sie in die Verwaltungsgemeinschaft Tor zur Dübener Heide integriert.